# Magyarkékes
Magyarkékes falu Romániában, Máramaros megyében.

## Fekvése
Máramaros megyében, Felsőbányától délnyugatra fekvő település.

## Története
A Kékes völgyében épült kis község a nagybányai uradalomhoz tartozott, sorsa is azzal volt egy.
1594-ben az Orbán család volt birtokosaként említve.
1628-ból fennmaradt tanúvallomásban felsorolják lakosainak neveit is: Bóta, Móka, Horgos és Szilassy nevű családok éltek itt.
A XVII. század végén a nagybányai jezsuiták foglalták vissza az itteni református templomot, ami után a magyarok helyét csakhamar oláhok foglalták el.
1810-ben a báró Bánffy család, a Szodoraiak és a királyi kincstár is birtokos volt itt.
A 20. század elején nagyobb birtokosa nem volt.
A trianoni békeszerződés előtt Magyarkékes Szatmár vármegyéhez tartozott.

## Nevezetességek
- Görögkatolikus templom – Régi templomuk 1752-ben épült, 1906-ban építettek helyette újat.